# En detektiv i provinsen (dokumentarfilm)
|  | Denne artikel er oprettet af botten Steenthbot ud fra en ekstern database. Den kan derfor have sproglige fejl eller mangler. Denne skabelon kan fjernes efter kontrol af indholdet. |

En detektiv i provinsen er en dansk portrætfilm fra 2012 instrueret af Christoffer Dreyer.

## Handling
Detektiven er en anderledes fortælling om en by. Christoffer kommer til Gedser med ideen om at åbne et detektivbureau for at se, hvad der gemmer sig bag facaderne i en af de danske udkantsbyer, vi normalt bare kører igennem. Hans egen forestilling om hvad der foregår blander sig helt naturligt ind i Gedsers virkelige liv. Denne blanding af fiktion og realisme er forsøget på, at give et andet billede af en by og dens beboere.

## Medvirkende
- Christoffer Dreyer